# Neveneffecten (televisieserie)
Neveneffecten is een Belgische humoristische televisiereeks die voor het eerst werd uitgezonden op Canvas in het najaar van 2005. De reeks is gemaakt door het cabaretviertal Neveneffecten (Jonas Geirnaert, Lieven Scheire, Koen De Poorter en Jelle De Beule) bij het productiehuis Woestijnvis.
Deze reeks bestaat uit een aantal absurde, fictieve documentaires die gebaseerd zijn op het format van National Geographic. Ze werden geregisseerd door onder anderen Jan Eelen en Bart De Pauw.
De tweede reeks (bestaande uit vijf afleveringen) werd eind 2008 uitgezonden.
Sinds 14 september 2020 is de volledige serie te bekijken op de Vlaamse streamingdienst Streamz.

## Afleveringen

### Seizoen 1
1. Het Leven Van De Komomaan
2. De bron van de E40
3. Dieren Des Doods
4. Wilde Wereld: Van Pool Tot Evenaar
5. Verloren Beschaving: Shopping Center
6. Het Geheim Van De Graal
7. ITCH
8. De Gebroeders Tupolev

### Seizoen 2
1. Schatten Uit De Diepte
2. Sint Inc. ($interklaa$: De waarheid over 6/12)
3. De Landing
4. Armageddon
5. The Making Of